# E-Boks Sony Ericsson Open 2011
E-Boks Sony Ericsson Open 2011 - жіночий тенісний турнір, що проходив на закритих кортах з твердим покриттям. Це був другий за ліком e-Boks Danish Open. Належав до категорії international у рамках Туру WTA 2011. Відбувся у Farum (Данія). Тривав з 6 до 12 червня 2011 року.

## Учасниці

### Сіяні пари
| Країна    | Гравчиня            | Рейтинг* | Сіяна |
| --------- | ------------------- | -------- | ----- |
| Данія     | Каролін Возняцкі    | 1        | 1     |
| Чехія     | Клара Закопалова    | 32       | 2     |
| США       | Бетані Маттек-Сендс | 34       | 3     |
| Чехія     | Луціє Шафарова      | 37       | 4     |
| Чехія     | Барбора Стрицова    | 49       | 5     |
| Латвія    | Анастасія Севастова | 53       | 6     |
| Австралія | Єлена Докич         | 59       | 7     |
| Італія    | Альберта Бріанті    | 63       | 8     |

- 1 Рейтинг подано станом на 23 травня 2011.

### Інші учасниці
Нижче подано учасниць, що отримали вайлд-кард на вихід в основну сітку:
- Джулія Босеруп
- Малу Ейдесгаард
- Кароліна Плішкова

Нижче наведено гравчинь, які пробились в основну сітку через стадію кваліфікації:
- Мона Бартель
- Алекса Ґлетч
- Джоанна Конта
- Галина Воскобоєва

## Переможниці та фіналістки

### Одиночний розряд
Каролін Возняцкі —  Луціє Шафарова, 6–1, 6–4
- Для Возняцкі це був 5-й титул за сезон і 17-й — за кар'єру. Вона захистила свій торішній титул.

### Парний розряд
Юганна Ларссон /  Ясмін Вер —  Крістіна Младенович /  Катажина Пітер, 6–3, 6–3